# Округ Лорејн (Охајо)
Округ Лорејн (енгл. Lorain County) је округ у америчкој савезној држави Охајо.

## Демографија
По попису из 2010. године број становника је 301.356, што је 16.692 (5,9%) становника више него 2000. године.
| Група             | 2000.           | 2010.           |
| Белци             | 234.597 (82,4%) | 241.543 (80,2%) |
| Афроамериканци    | 24.203 (8,5%)   | 25.799 (8,6%)   |
| Азијати           | 1.703 (0,6%)    | 2.811 (0,9%)    |
| Хиспаноамериканци | 19.676 (6,9%)   | 25.290 (8,4%)   |
| Укупно            | 284.664         | 301.356         |